# Adela da Normandia
Adela da Normandia, ou Adela de Blois ou Adela da Inglaterra (Normandia, França, c. 1067 —  Marcigny-sur-Loire, 8 de março de 1137) foi uma princesa de Inglaterra, filha de Guilherme I de Inglaterra e de Matilde de Flandres.

## Biografia
Em 1080, Adela casou-se com Estêvão II de Blois e Chartres, com quem teve treze filhos, dentre eles Estêvão, conde de Bolonha, que se tornou rei de Inglaterra em 1135. Por casamento, tornou-se Condessa de Blois, Chartres, e Meaux.
Adela foi regente dos condados do marido durante as ausências de Estevão devidas às Cruzadas.

## Filhos
Adela e Estêvão tiveram a seguinte descendência:.
1. Guilherme de Sully casou com Agnes de Sully (m. após 1104);
2. Odo de Blois. Faleceu muito novo;
3. Teobaldo II;
4. Lituisa de Blois (m. 1118) casou com Milo I de Montlhéry (divorciaram-se em 1115);
5. Estêvão de Blois, foi Rei de Inglaterra;
6. Lúcia-Mahaut, casou com Ricardo de Avranches, 2º Earl de Chester. Ambos morreram afogados a 25 de novembro de 1120;
7. Filipe (m. 1100), bispo de Châlons-sur-Marne;
8. Inês de Blois, casou com Hugo de Puiset e forma parentes de Hugo de Puiset;
9. Alice de Blois (m. 1145) casou com Renaud III de Joigni (m.1134);
10. Leonor de Blois (m. 1147) casou com  Raul I de Vermandois (m. 1152), divorciaram-se em 1142;
11. Henrique de Blois (1101 - 1171).